# Štefan pri Trebnjem
Štefan pri Trebnjem este o localitate din comuna Trebnje, Slovenia, cu o populație de 140 de locuitori.